# لوک دروری
لوک دروری (انگلیسی: Luke Drury) متولد سال ۱۹۵۳ میلادی در دوبلین، یک ریاضیدان و اخترفیزیکدان ایرلندی است. وی در استخدام مؤسسه مطالعات پیشرفته دوبلین، دانشکده فیزیک کیهانی است که دارای علایق پژوهشی از جمله در حوزه فزیک پلاسما، شتاب‌دهنده ذرات و
موج ضربه‌ای است. همچنین وی عضو هیئت مدیره در مجمع آکادمی‌های اروپایی است.